# Фаринелли, Джузеппе
Джузеппе Фаринелли (итал. Giuseppe Farinelli), настоящее имя Джузеппе Франческо Финко (итал. Giuseppe Francesco Finco; 7 мая 1769 года, Эсте, Венецианская республика — 12 декабря 1836 года, Триест, Австрийская империя) — итальянский композитор. Его музыка не была оригинальной и во многом следовала образцам Доменико Чимарозы, а одна из имитаций — дуэт «Нет, не верю тому, что сказано» (итал. No, non credo a quel che dite) даже вошла в оперу «Тайный брак» (итал. Il matrimonio segreto) этого композитора и некоторое время считалась сочинением самого Доменико Чимарозы.

## Биография
Джузеппе Франческо Финко родился 7 мая 1769 года в Эсте, в Венецианской республике. Начальное музыкальное образование получил в родном городе. Затем переехал в Венецию, где познакомился с известным певцом-кастратом Карло Броски по прозванию Фаринелли. Карло Броски предложил ему продолжить музыкальное образование в Неаполе и помог поступить в консерваторию Пьета дей Туркини. В знак признательности будущий композитор принял сценическое имя покровителя и стал называться Джузеппе Фаринелли.
В Неаполе он обучался гармонии у Лоренцо Фаго, контрапункту у Николы Сала и композиции у Джакомо Тритто. Ещё во время учебы, в 1792 году дебютировал как оперный композитор оперой-буффа «Докторская степень Пульчинеллы» (итал. Il dottorato di Pulcinella) на либретто на неаполитанском диалекте Джованни Баттисты Лоренци.
До конца XVIII века им были написаны ещё пять опер. В 1795 году на сцене театра Нуово в Неаполе была поставлена его опера «Ленивый человек» (итал. L'uomo indolente) на либретто Джузеппе Паломбы, а в 1796 году на той же сцене прошла премьера ещё одной его оперы «Новый мудрец из Греции» (итал. Il nuovo savio della Grecia) на либретто Доменико Мантиле. В 1797 году были поставлены весной в Риме, в театре Алиберт, его опера «Любовь и долг» (итал. Amore e dovere), осенью в Венеции, в театре Сан-Бенедетто, опера «Сельдано, герцог Шведский» (итал. Seldano, duca degli Svedesi). В 1798 году во Флоренции на сцене театра Паллакорда была поставлена опера «Антиох в Египте» (итал. Antioco in Egitto), а 29 мая 1799 года в Милане, в театре Ла Скала, состоялась премьера его оперы «Искренняя любовь» (итал. L'amor sincero).
Наиболее плодотворным периодом творческой деятельности композитора стало первое десятилетие XIX века. В это время им было написано 38 опер. Особый успех у публики и критики имели оперы «Эфесские обряды» (итал. I riti d'Efeso) на либретто Гаэтано Росси (премьера на сцене театра Ла-Фениче в Венеции 26 декабря 1803 года), «Флаг для любого ветра» (итал. Bandiera d'ogni vento) на либретто Джузеппе Фоппа (премьера на сцене театра Сан-Бенедетто в Венеции в январе 1800 года), «Тереза и Клаудио» (итал. Teresa e Claudio) на либретто того же автора (премьера на сцене театра Сан-Лука в Венеции 9 сентября 1801 года), «Кто одержит победу» (итал. Chi la dura la vince) на либретто Гаэтано Росси на основании пьесы «Хозяйка гостиницы» Карло Гольдони (премьера на сцене театра Валле в Риме весной 1803 года), «Естественный эффект» (итал. Un effetto naturale) на либретто всё того же Джузеппе Фоппа (премьера на сцене театра Сан-Бенедетто в Венеции весной 1803 года) и «Странная крестьянка» (итал. La contadina bizzarra) на либретто Луиджи Романелли (премьера на сцене театра Ла Скала в Милане 16 августа 1810 года).
В 1810 году Джузеппе Фаринелли переехал в Турин, где получил место внештатного композитора в театре Империале, будущем Королевском театре в Турине. Здесь в декабре 1811 года в его опере «Эфесские обряды» дебютировала контральто Изабелла Кольбран. Постановка имела успех у публики и критики. Но уже в феврале 1813 года опера «Лаузо и Лидия» (итал. Lauso e Lidia) на либретто Луиджи Андриоли была принята прохладно, так же как и опера «Сиципион в Карфагене» (итал. Scipio in Cartago) на либретто того же автора, поставленная в 1815 году.
Весной 1817 года композитор покинул Турин. После провала на сцене театра Сан-Мозе в Венеции оперы «Барышня из Бессарабии» (итал. La donna di Bessarabia) на либретто Джузеппе Фоппа Джузеппе Фаринелли закончил карьеру оперного композитора. Он переехал в Триест и посвятил себя написанию церковной музыки. С 1817 по 1819 год занимал место клавесиниста в театре Гранде, с 1819 года и до самой смерти служил капельмейстером и органистом в соборе Святого Иуста.
Джузеппе Фаринелли умер в Триесте 12 декабря 1836 года.

## Творческое наследие
Творческое наследие композитора включает 61 оперу, многочисленные сочинения камерной и церковной музыки.